# القبة الفلكية (بغداد)

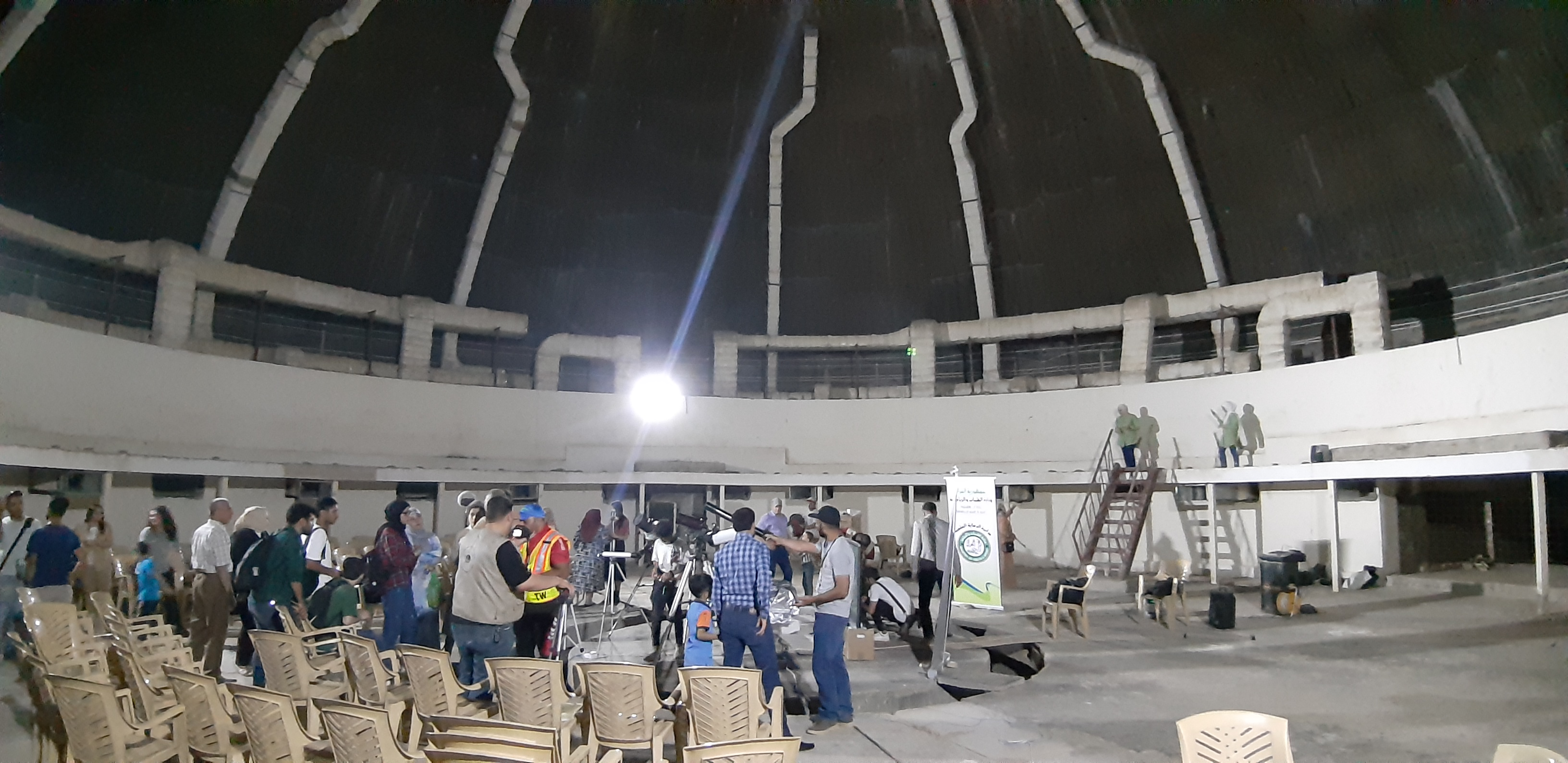
مشهد داخلي من مبنى قبة بغداد الفلكية عام 2022 أثناء أمسية فريق بغداد الفلكي

القبة الفلكية في بغداد شيدت عام 1979 في حدائق متنزه الزوراء، وتعتبر من المظاهر العلمية والفلكية في العراق، والمميزة في تصميمها وموقعها ودورها المعرفي، إذ ان العراق سبق الكثير من الدول في الشرق الأوسط بانشاء مثل هذه القبة التي كانت قبلة للطلبة والمتخصصين والمهتمين بعلوم الفلك والنجوم وعشاق النجوم، وهي عبارة عن مسرح بني أساسا لتقديم عروض تعليمية وترفيهية فلكية وتمثيل سماء الليل. افتتحت القبة في يوم 31 تموز 1979 وكانت تضم أجهزة ومعدات فلكية عديدة، ولكنها تعرضت للنهب والسرقة في أحداث حرب الخليج الأولى عام 1991، ثم اعيد ترميمها وصيانة الأجهزة وتأهيلها للعمل بعد ذلك، ولكنها تعرضت للتخريب مرة أخرى بعد سقوط بغداد في عام 2003، ونهبت معداتها العلمية وأجهزتها الدقيقة وأجهزة التبريد فيها، ومن ثم احرقت لتغلق أبوابها وتبقى مهملة حتى الوقت الحالي، وبقيت مجرد قبة اسمنتية فارغة.

## شكل المبنى
هو مبنى نصف كروي يصل قطره إلى ثلاثين متر أحيانا، كانت تعرض فيهِ الصور والأفلام التعليمية عن الفلك والفضاء على السطح الداخلي للقبة وتعتمد عملية عرض تلك المواد الفلمية بواسطة أجهزة عرض متخصصة لاعطاء شعور للمشاهدين بأنهم داخل المعروض بغية تعليمهم كل ما يتعلق بعلوم الفلك والكواكب والنجوم.

## الموقع
شيدت القبة الفلكية في الركن الشمالي الشرقي لمتنزه الزوراء قرب مبنى المجلس الوطني العراقي لتبدو القبة ظاهرة للعيان أمام كل من يمر عبر شارع دمشق الذي يربط ساحة النسور بمنطقة العلاوي في مركز بغداد تقريبا بحيث تكون سهلة الوصول لكل من سكنة بغداد أو المحافظات العراقية لكونها تقع قرب مرأب العلاوي الذي يربط بغداد بمعظم المحافظات الشمالية والجنوبية.
بتاريخ 26 أيار 2022 اقيم أول تجمع من اجل لفت الأنظار نحو القبة الفلكية وإعادتها لسابق عهدها حيث دعا لهذا التجمع فريق بغداد الفلكي.

## اقرأ أيضا
- قبة يينا السماوية
- أسطرلاب
- ساعة فلكية
- قبة أدلر السماوية
- قبة هامبورغ السماوية